# Линолеат марганца
Линолеат марганца — неорганическое соединение,
соль марганца и линолевой кислоты
с формулой Mn(C17H31COO)2,
тёмно-коричневое вещество,
не растворяется в воде.

## Получение
- Реакция водного раствора линолеата натрия и растворимой соли марганца:

{\displaystyle {\mathsf {Mn(NO_{3})_{2}+2NaC_{17}H_{31}COO\ {\xrightarrow {}}\ Mn(C_{17}H_{31}COO)_{2}\downarrow +2NaNO_{3}}}}

## Физические свойства
Линолеат марганца образует тёмно-коричневое вещество,
не растворимое в воде,
растворяется в растительных маслах, ароматических углеводородах.

## Применение
- Используется в качестве сиккатива.
- Компонент фармацевтических препаратов.